# Зиё, Азамат Хамид угли

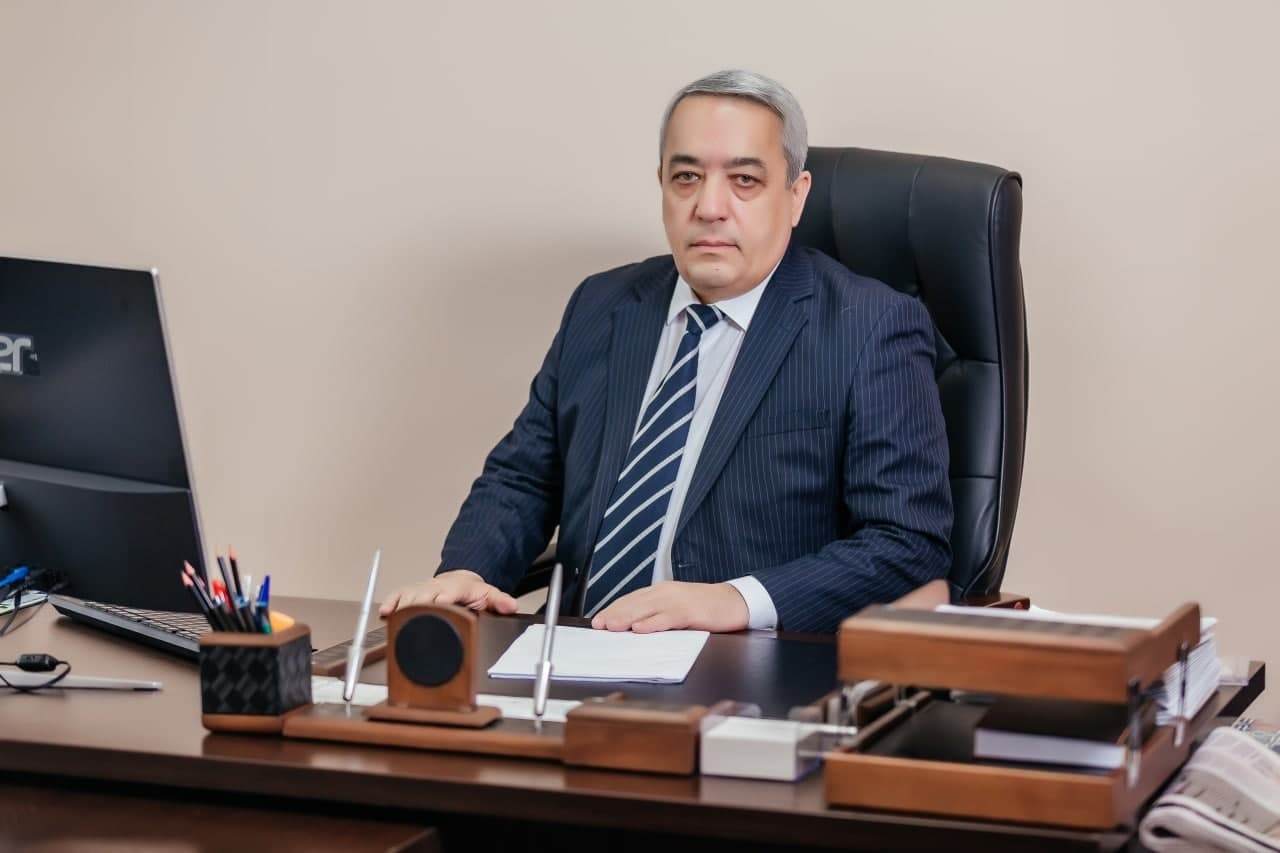
Фотография Азамата Зиë

Азамат Зиё Хамид угли (узб. Azamat Ziyo Hamid oʻgli, р. 1963) — узбекский государственный и общественный деятель, доктор исторических наук, профессор, акдемик (2023 г.).
Родился 23 июня 1963 года в г. Ташкенте в семье известного узбекского учёного-историка Хамида Зиёева (1923—2015).
В 1985 году окончил иранское отделение факультета восточных языков Ташкентского государственного университета (ныне Национальный университет имени Мирза Улугбека).
С 1985 г. по 1997 г. старший лаборант, младший научный сотрудник, старший научный сотрудник Института востоковедения Академии наук Узбекистана.
С 1990 г. кандидат исторических наук (тема диссертации: «Силсилат ас-салатин как исторический источник»), с 1999 года доктор исторических наук (тема диссертации: «Из истории узбекской государственности (с древнейших времен до российского завоевания)»). В 2007 г. ему было присвоено научное звание профессора. В 2023, он был избран академиком Академии наук Узбекистана.
С 1997 г. по 2000 г. Главный консультант аналитической группы Информационного центра Аппарата Президента Узбекистана, Пресс-секретарь Президента, Государственный советник Президента по общественно-политическим вопросам.
Его последующая, почти двадцатилетняя деятельность прошла в узбекском парламенте: 2000—2005 гг. председатель Комитета по делам молодежи Олий Мажлиса, 2005—2010 гг. председатель Комитета по вопросам науки, образования, культуры и спорта Законодательной палаты Олий Мажлиса, 2010—2019 гг. член Комитета по вопросам науки, образования, культуры и спорта Законодательной палаты Олий Мажлиса.
С 1998 г. депутат Олий Мажлиса, Законодательной палаты Олий Мажлиса, с 2020 г. член Кенгаша народных депутатов г. Ташкента, член Сената Олий Мажлиса.
В 2019 г. назначен директором Института истории Академии наук.
Азамат Зиё является автором фундаментального научного труда «История узбекской государственности» (первое издание 2000 г. второе издание 2001 г), в котором, на базе первоисточников впервые в исторической науке обосновал 2700 летный путь развития узбекской государственности.
Опубликовал более 250 научных, популярных и публицистических статей.
Главный редактор журнала «Oʻzbekiston tarixi» («История Узбекистана»).
Награды
- Медаль «Шухрат»
- Орден «Дўстлик»

Женат, имеет 4 детей.